# Cliff Compton
Clifford David Compton (2 de noviembre de 1979) es un luchador profesional, Actualmente compite en el circuito independiente bajo el nombre de Domino. que trabajo para Global Force Wrestling bajo su nombre real. Destaca su paso como Domino en la World Wrestling Entertainment (WWE). Anteriormente también trabajó en Ohio Valley Wrestling (OVW) y Ring of Honor (ROH). Dentro de sus logros destacan un reinado como Campeón en Parejas de la WWE con su excompañero Deuce.

## Carrera

### World Wrestling Entertainment (2005-2008)

#### Ohio Valley Wrestling (2005-2006)
El 26 de septiembre de 2005, Cliff Compton fue derrotado por Danny Basham en una lucha antes de RAW y fue contratado luego por la World Wrestling Entertainment. Compton fue enviado a la Ohio Valley Wrestling.
En enero del 2006, como Domino, Compton comenzó a hacer equipo con Deuce Shade bajo el cuidado de su (kayfabe) hermana Cherry, utilizando un estilo similar al de los años 50.
Bajo el nombre de The Throwbacks y luego The Untouchables, el equipó se transformó en Campeones Sureños en Parejas de la OVW después de que Deuce Shade derrotara a Mike Mizanin el 19 de marzo del 2006. Perdieron los campeonatos el 5 de abril del 2006, frente a Roadkill y Kasey James, en una lucha que incluyó a Kenny y Mikey del Spirit Squad.
El equipo ganó dos veces más el Campeonato Sureño en Parejas de la OVW y una vez el Campeonato en Parejas de la DSW.

#### 2007
El 19 de enero del 2007, en SmackDown! debutaron siendo llamados Deuce 'N Domino, donde comenzó a destrozar equipos. El 2 de febrero en SmackDown!, derrotaron a Paul London & Brian Kendrick en una lucha normal. Luego se enfrentaron a London y Kendrick por el Campeonato en Parejas de la WWE en No Way Out 2007, pero fueron derrotados.
El 13 y el 20 de abril en SmackDown!, Deuce 'N Domino se enfrentaron a Paul London y Brian Kendrick por los Campeonatos en Parejas de la WWE, siendo derrotados una vez por descalificación, y ganando los campeonatos en la segunda ocasíón. El 25 de mayo en Smackdown, Brian Kendrick y Paul London se enfrentaron a William Regal y Dave Taylor. Deuce 'N Domino atacaron a Regal and Taylor. La siguiente semana Deuce 'N Domino, London y Kendrick, y William Regal y Taylor se enfrentaron por los campeonatos, con un triunfo para Deuce N' Domino.
En Vengeance: Night of Champions, Deuce 'N Domino derrotaron a Sgt. Slaughter y "Superfly" Jimmy Snuka. A pesar de que Deuce y Snuka son hijo y padre en la vida real, no fue mencionado durante la lucha.
Lograron defender los títulos un par de veces frente a Batista y Ric Flair, luego de que las luchas terminaran en descalificación por la intervención de The Great Khali.
Durante una lucha frente a Cryme Tyme, Domino sufrió la ruptura del tabique nasal.
Perdieron los Campeonatos en la edición de SmackDown! del 31 de agosto frente a Matt Hardy y Montel Vontavious Porter. Dos semanas después, en Unforgiven 2007 perdieron la revancha por los campeonatos, después de esto siguieron haciendo pareja frente a los Major Brothers y Shannon Moore & Jimmy Wang Yang, pero no consiguieron oportunidades por los campeonatos.

#### 2008
Participó en la Batalla Real de 24 Hombres en WrestleMania XXIV para buscar un retador al Campeonato de la ECW pero fue rápidamente eliminado. En combates posteriores, tuvieron discusiones con Cherry y la tuvieron que "despedir" por lo que entre ellos quedó una pequeña discusión, que poco a poco se fue incrementando. En la edición de SmackDown! del 20 de junio de 2008, debían enfrentarse a Jesse y Festus, pero antes de que empiece el combate se empezaron a pelear, después de esto perdieron la lucha luego de que Festus cubriera a Domino luego de su movimiento final, Deuce aprovechó para patearle a Domino cuando este todavía no se recuperaba, para luego romperle y tirarle a la cara su chaqueta; así la pareja se desintegró.
En el Supplemetal Draft 2008, Deuce fue enviado de Smackdown! a RAW, mientras que Domino se quedó en Smackdown!, con lo que la pareja quedó rota definitivamente. Después del WWE Draft, tuvo combates contra Mr. Kennedy y Matt Hardy, pero fue derrotado. En la edición de 1 de agosto de SmackDown! fue derrotado por Big Show tras una Chokeslam. El 8 de agosto la WWE oficializó su despido, el motivo sería la culminación de su contrato con la empresa. Antes de ser despedido, mostró un gimmick creado por él mismo a los creativos de la WWE, pero a ninguno les gustó.
El 18 de febrero de 2010, hizo una aparición en un Live Event de FCW, enfrentándose a Justin Gabriel por el FCW Florida Heavyweight Championship, perdiendo por DQ. Esa misma noche, fue derrotado con Wade Barrett por Gabriel y Michael Tarver. La noche siguiente, fue derrotado por Bo Rotundo.

### Circuito independiente (2008-2017)

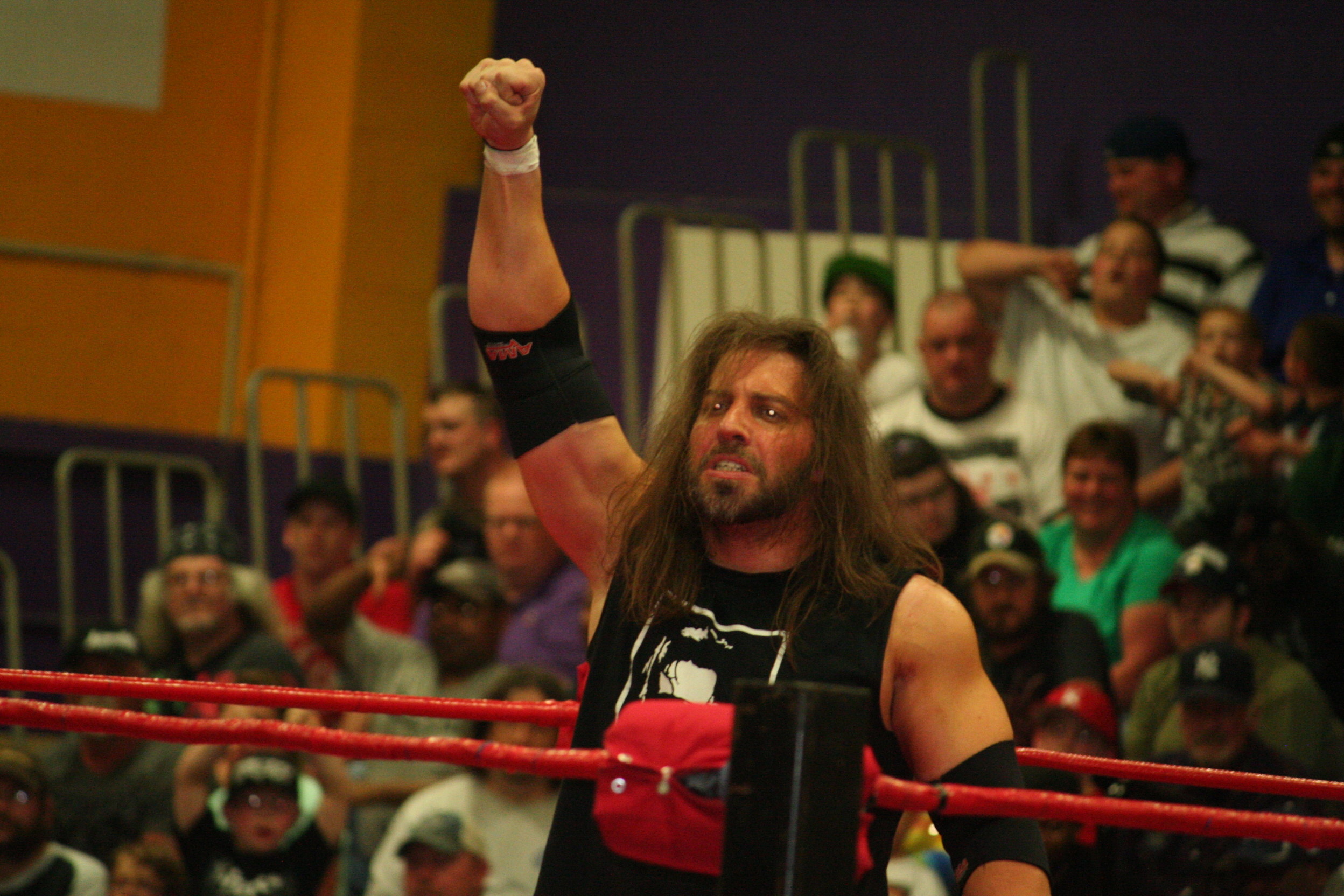
Compton antes de luchar ante Jamin Olivencia.

Compton debutó en Total Nonstop Action Wrestling en el dark match de la edición del 31 de mayo de 2012 del Impact Wrestling, perdiendo ante Crimson. En una entrevista, Compton afirmó que tendría que estar en Aces & Eights, pero la idea fue descartada.
El 1 de febrero de 2013, Compton se enfrentó a Big Donnie en un evento de $5 Dollar Wrestling en un Street Fight Match, saliendo victorioso.
El 13 de abril de 2013, en Top Rope Wrestling: Night of Legends, fue derrotado por Jamin Olivencia.

#### Ohio Valley Wrestling (2010-2014)

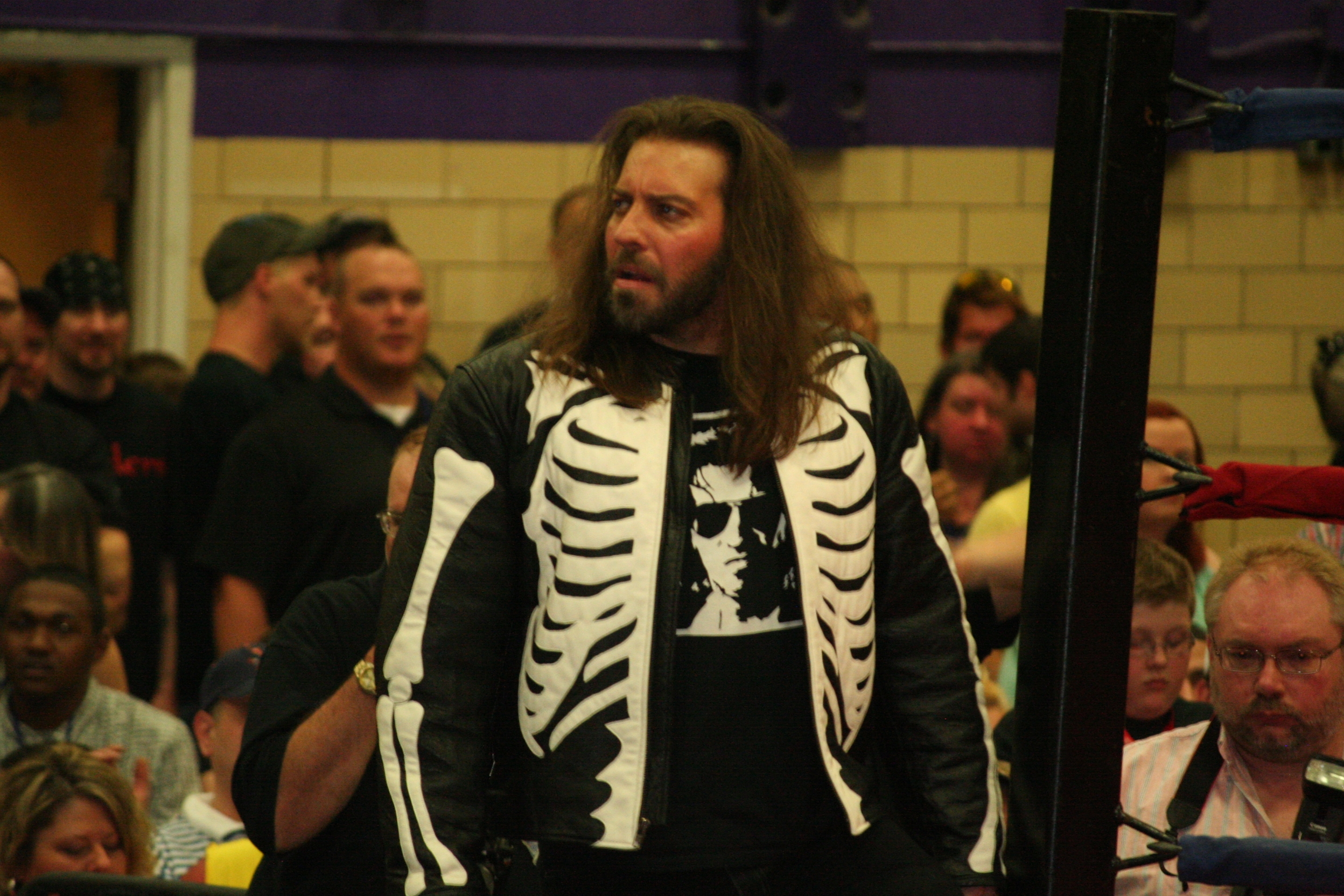
Compton en un evento independiente.

El 8 de septiembre de 2010, Compton hizo su regreso a la OVW, como face y con Mo Green como mánager, bajo el nombre de "Mr. Media" Cliff Compton, derrotando a Rudy Switchblade. Además, el 8 de enero de 2011 derrotó al Campeón Peso Pesado de la OVW Matt Barela y a Mike Mondo, ganando el título. Lo retuvo hasta el 5 de marzo, cuando lo perdió ante Mondo en un ladder match. En ese mismo combate, Compton sufrió una lesión en la pierna, haciendo su regreso el 27 de abril. El 14 de mayo derrotó a Mike Mondo, ganando su segundo Campeonato Peso Pesado de la OVW, el cual perdió a los once días ante Elvis Pridemoore. En el Saturday Night Special se enfrentó junto con Jason Wayne, Danny Davis & Al Snow a James "Moose" Thomas, Adam Revolver, Rocco Bellagio & Raul LaMotta, saliendo victoriosos. Tras la lucha, decidió abandonar voluntariamente la Ohio Valley Wrestling. Volvió salvando a Michael Hayes de Mohamad Ali Vaez y Omar Akbar y más tarde junto con Hayes, los derrotaron en Saturday Night Special October 2011. Más tarde, derrotó a Mohamad Ali Vaez. El 25 de enero de 2012, su perfil de OVW fue eliminado, dando a entender su salida de la empresa, sin embargo, regresó a la OVW atacando a The Family.
En un combate clasificatorio del torneo para coronar al nuevo campeón del OVW Television Championship vacante, quedó empate frente a Chris Silvio, empezando un feudo con él y su ex-mánager, Mo Green. Los dos se enfrentaron en Saturday Night Special August 2012, ganando Silvio. Tras el combate, Compton lo atacó con una silla, cambiando a heel. Se enfrentaron en Saturday Night Special October 2012 en un Steel Cage Match, ganando otra vez Silvio. El 17 de octubre, derrotó a Alex Silva, ganando el OVW Television Championship y convirtiéndose en el noveno OVW Triple Crown Champion. El 7 de noviembre, dejó vacante el campeonato tras una lesión. Regresó casi un mes después, atacando a Jamin Olivencia, quién acababa de ganar el OVW Television Championship, declarando que él seguía siendo el campeón. El 5 de enero de 2013, derrotó a Olivencia en un Ladder Match para convertirse en campeón de la Televisión de OVW por segunda vez. El 13 de marzo, perdió el título ante Rockstar Spud. Tras perder la revancha, abandonó la promoción.
Regresó por cuarta vez a la empresa, consiguiendo el OVW Heavyweight Championship por cuarta vez en una triple amenaza ante Marcus Anthony y el campeón Melvin Maximus. Un mes después se lesionó, y no duró mucho hasta que perdiera el título a manos de Adam Revolver.

#### Ring of Honor (2013-2015)
Compton luchó en el dark match de las grabaciones del 10 de diciembre de 2010 de Ring of Honor, perdiendo ante Matt Barela.
Compton debutó oficialmente en ROH, el 2 de marzo de 2013, en el iPPV 11th Anniversary Show, como miembro de SCUM, atacando a miembros del plantel de ROH, posicionándose como heel. Hizo su debut oficial en ROH TV enfrentándose junto con Rhett Titus a Caprice Coleman & Cedric Alexander, saliendo victorioso. En Supercard of Honor VII, su equipo (Rhett Titus, Jimmy Jacobs, Jimmy Rave & Rhino) salió victorioso tras derrotar a Mike Mondo, Mark Briscoe, BJ Whitmer, Caprice Coleman & Cedric Alexander. El día siguiente, en ROH TV, SCUM atacó a su líder Kevin Steen tras haber perdido el ROH World Championship, proclamándose Steve Corino el nuevo líder. En Border Wars, junto con Jimmy Jacobs, derrotaron a Jay Lethal & Michael Elgin para conseguir privilegios a SCUM. El 22 de junio, junto con Rhett Titus, se enfrentaron a Coleman & Alexander y a los ROH World Tag Team Champions ReDRagon (Kyle O'Reilly & Bobby Fish) por los campeonatos por parejas, reteniendo ReDRagon. Al día siguiente, SCUM perdió un Steel Cage Warfare Match y se disolvió el grupo.
En los siguientes meses, empezó a insultar a Kevin Steen y a atacarlo en eventos de ROH, llevándolos a un Unsanctioned Philly Street Fight en ROH 12th Anniversary, siendo derrotado tras un Piledriver sobre una escalera. El día siguiente salvó a Steen de Outlaw, Inc. (Eddie Kingston & Homicide). En Second to None, derrotaron a Outlaw, Inc. en otro Street Fight. Su último combate en ROH fue una derrota ante Jay Lethal en el Conquest Tour por el ROH World Television Championship.

#### Global Force Wrestling (2015)
Compton fue anunciado como miembro del roster de la nueva Global Force Wrestling el 11 de mayo de 2015.

### Regreso al circuito independiente (2021-presente)
Trece años después de la separación, Treiber, junto con Reiher y Drew, reformó el grupo Deuce 'N Domino y comenzó a aceptar contratos en el circuito independiente.

## Vida personal
Compton es un gran amigo de CM Punk, Colt Cabana, Luke Gallows y Lita. Tanto, que llegó incluso a presentar, entre otros, a CM Punk para su documental, CM Punk: Best in the World.

## En lucha
- Movimientos finales
  - Domino Effect[2] (WWE / OVW) / Cliffhanger[2] (Circuito independiente) (Rope run springboard tornado DDT)
  - Domino Driver[2] (Vertical suplex piledriver) - 2005-2006
  - Fisherman brainbuster - 2005-2006

- Movimientos de firma
  - Diving double axe handle
  - Sitout scoop slam piledriver[9]
  - Double knee lift a la cara del oponente
  - Cobra clutch a un oponente sentado
  - Running leg drop

- Managers
  - Cherry
  - Maryse
  - Mo Green

- Apodos
  - Mr. 1859
  - Mr. Media
  - The Great
  - Mr. Multimedia

## Campeonatos y logros
- Deep South Wrestling, LLC
  - Deep South Tag Team Championship (1 vez) - con Deuce Shade

- NWA Southern All-Star Wrestling
  - NWA Southern Heavyweight Championship (1 vez)[10]

- Ohio Valley Wrestling
  - OVW Heavyweight Championship (2 veces)
  - OVW Television Championship (2 veces)
  - OVW Southern Tag Team Championship (3 veces) - con Deuce Shade
  - OVW Triple Crown Championship (noveno)[11]

- World Wrestling Entertainment
  - WWE Tag Team Championship (1 vez) - con Deuce

- World Xtreme Wrestling
  - WXW Tag Team Championship (1 vez) - con Jake Bishop

- Pro Wrestling Illustrated
  - Situado en el N°169 en los PWI 500 del 2008[12]
  - Situado en el Nº321 en los PWI 500 de 2011[13]